# Rosita (film)
Rosita is een stomme film uit 1923 onder regie van Ernst Lubitsch. De film is gebaseerd op het toneelstuk Don César de Bazan van Philippe Dumanoir en is Lubitsch' eerste Amerikaanse film. De film staat er tegenwoordig om bekend een film te zijn waar titelrolspeelster Mary Pickford zich het meest voor schaamde.

## Verhaal
Wanneer Rosita de gevangenis in moet, duurt het niet lang voordat de charmante Don Diego haar probeert te bevrijden. De koning komt hierachter en laat ook Don Diego arresteren. De koning heeft een oogje op haar en laat haar in zijn villa wonen. Om schande binnen het volk te voorkomen huwelijkt hij haar uit aan een man met een belangrijke naam. Die man blijkt niemand minder dan Don Diego te zijn.

## Rolverdeling
| Acteur           | Personage      |
| ---------------- | -------------- |
| Mary Pickford    | Rosita         |
| Holbrook Blinn   | De koning      |
| Irene Rich       | De koningin    |
| George Walsh     | Don Diego      |
| Philippe De Lacy | Rosita's broer |